# The Rumjacks
A The Rumjacks ausztrál punk rock/kelta punk/folk-rock zenekar. 2008-ban alakultak meg Sydney-ben. Lemezeiket a FOUR FOUR kiadó jelenteti meg. Magyarországon eddig háromszor játszottak, 2017-ben, a Dürer Kertben, a Jolly Jockers és Green Spirit zenekarokkal együtt, ugyanezen évben a Roncsbárban, Peter Moynaham társaságban, valamint 2023-ban a Pennywise és a Dropkick Murphys zenekarokkal.

## Tagok
- Frankie MacLaughlin (2020-ban kilépett)[1]
- Johnny MacKelvey
- Gabriel Whitbourne
- Adam Kenny
- Anthony Masters

## Diszkográfia
- Gangs of New Holland (2010)
- Sober and Godless (2015)
- Sleepin' Rough (2016)
- Saints Preserve Us (2018)
- Hestia (2021)

## Egyéb kiadványok
- Hung, Drawn and Portered (2009)
- Sound as a Pound (2009)